# Kaufhaus Sundt

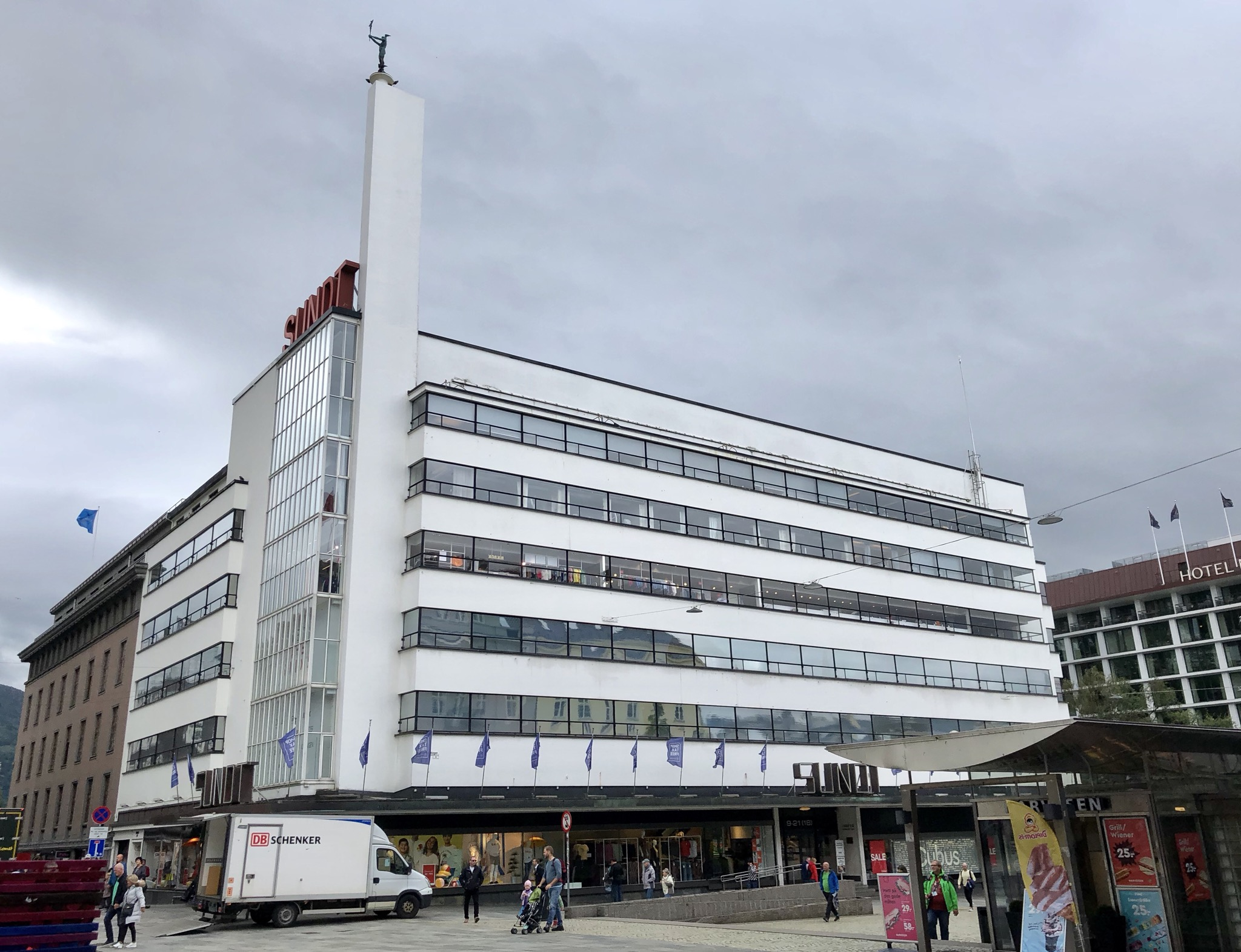
Kaufhaus Sundt, 2019

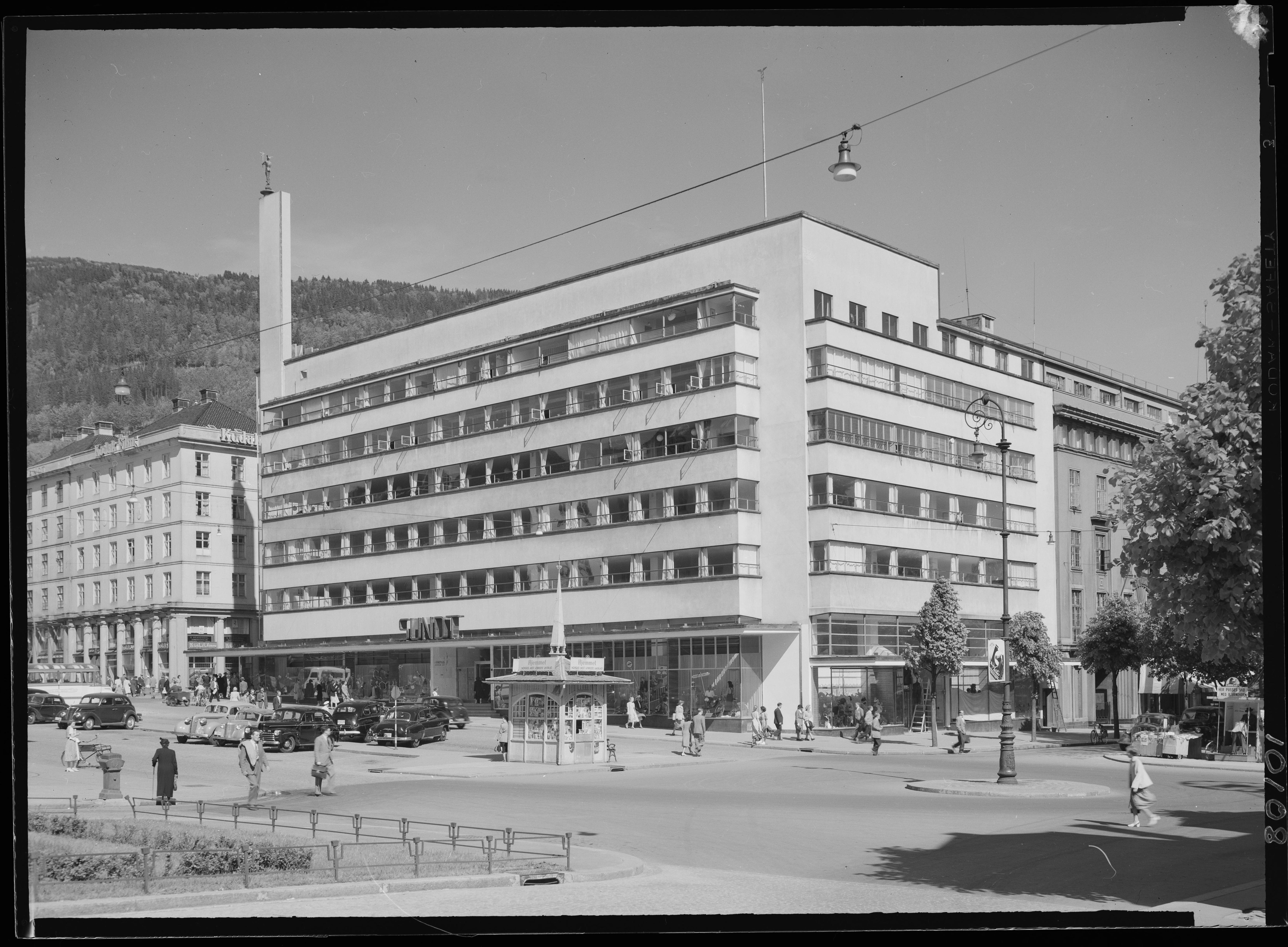
In den 1950er Jahren

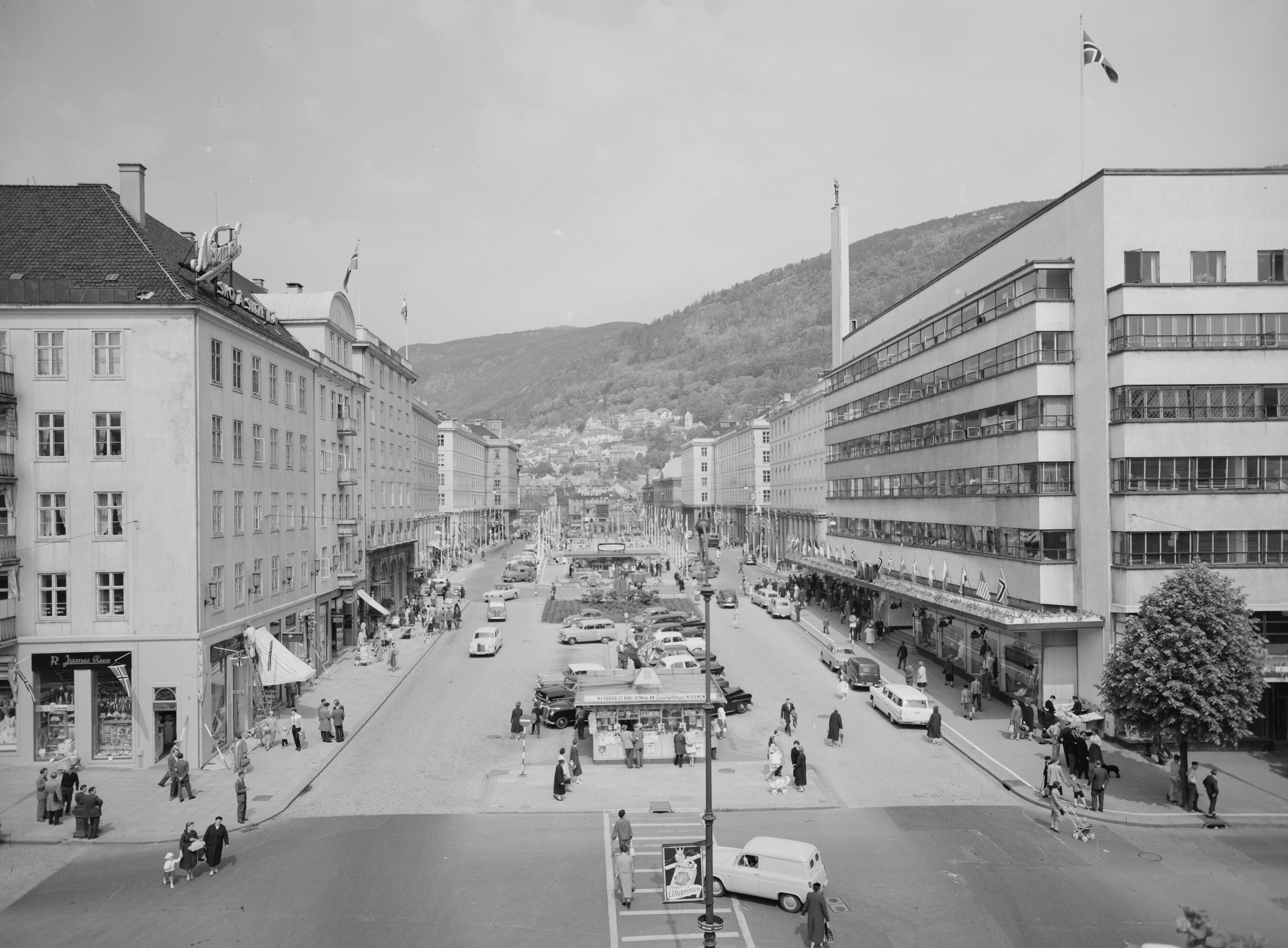
Kaufhaus (rechts) vor 1959

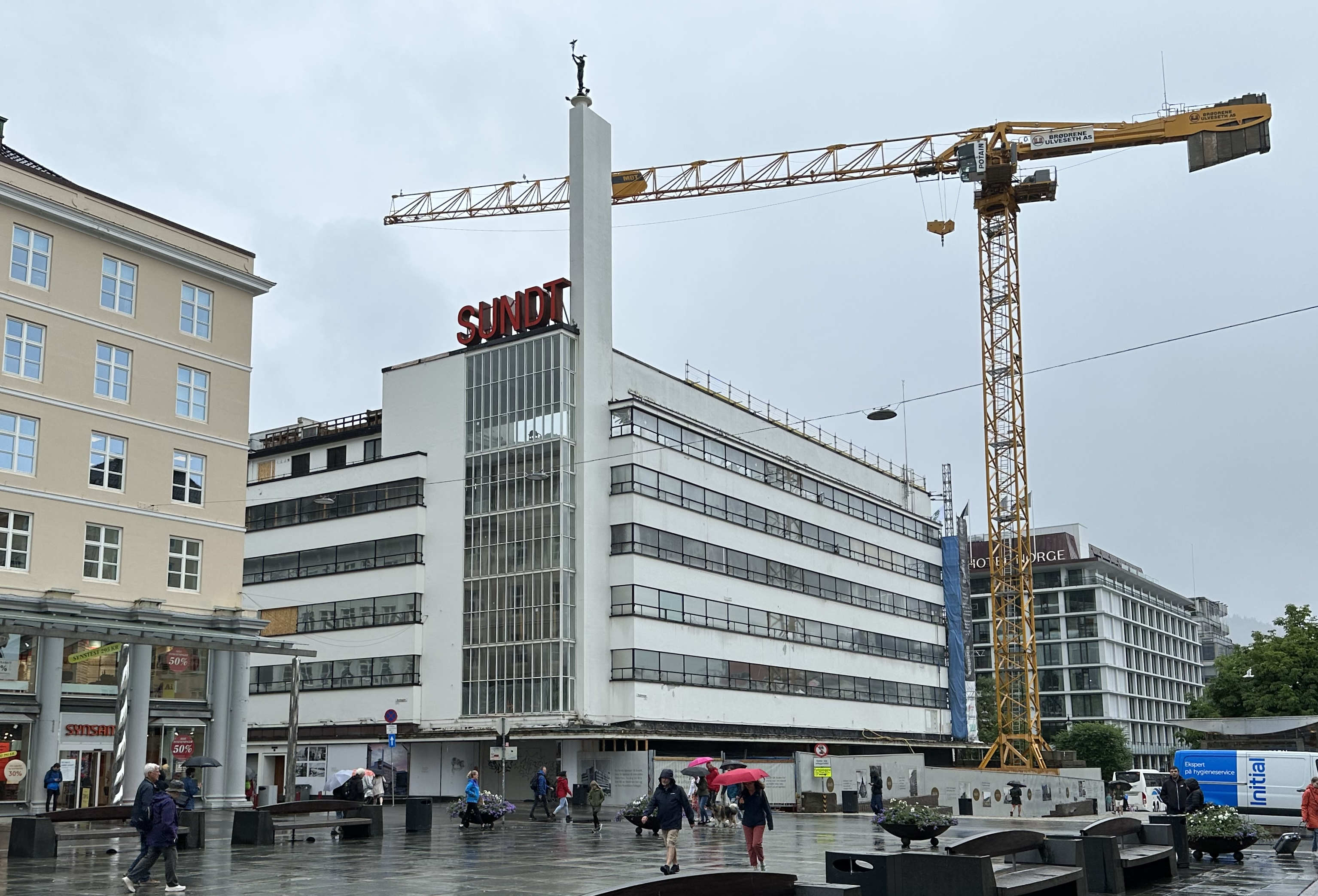
Umbauarbeiten, 2023

Das Kaufhaus Sundt (norwegisch Sundt varemagasin) ist ein denkmalgeschütztes Kaufhaus in der norwegischen Stadt Bergen.

## Lage
Es befindet sich in der Innenstadt von Bergen, an der südöstlichen Ecke des Platzes Torgallmenningen. Nördlich des Hauses verläuft die Starvhusgaten.

## Architektur und Geschichte
Das als wichtiges Werk der norwegischen Moderne geltende Haus wurde 1938 durch den Architekten Per Grieg errichtet. Das Kaufhausunternehmen ist deutlich älter und wurde bereits 1845 gegründet. Das heutige Gebäude ist in seiner Erscheinung von Sachlichkeit mit weißem Putz und Glas geprägt. Oberhalb des verglasten Erdgeschosses erheben sich fünf durch horizontale Putz- und Glasbänder dominierte Obergeschosse. Die verputzten Flächen umrahmen dabei den Bereich der Fensterbänder, die dadurch der Fassade vorgesetzt sind. Die nach Süden und Norden weisenden kürzeren Fassaden sind in ähnlicher Form gestaltet, verfügen aber nur über vier mit Fensterbändern versehene Geschosse. An der Nordwestecke des Gebäudes befindet sich der Haupteingang. Über diesem erstreckt sich eine bis zum Dach reichende, vertikal gegliederte Glasfläche. Die Ecke wird darüber hinaus vertikal durch eine sich 40 Meter hoch über das Haus und die Stadt erhebende weiße Stele betont, auf der sich eine Merkur darstellende Statue befindet.
Ab 2022 erfolgten umfangreiche Sanierungs- und Umbauarbeiten.